# Markiana geayi
Markiana geayi är en fiskart som först beskrevs av Pellegrin, 1909.  Markiana geayi ingår i släktet Markiana och familjen Characidae. Inga underarter finns listade i Catalogue of Life.